# Eat Your Young (single)
Eat Your Young is een nummer van de Ierse singer-songwriter Hozier uit 2023. Het is de eerste single van zijn gelijknamige zesde EP, en van zijn derde studioalbum Unreal Unearth.
"Eat Your Young" is een nummer dat de hebzucht en vernietiging van degenen die aan de macht zijn blootlegt. Volgens de tekst proberen leiders tegen elke prijs hun macht te behouden, terwijl ze de jongere generatie verwaarlozen. Het nummer won aan populariteit door TikTok en werd in een paar landen een (bescheiden) hit. Bijvoorbeeld in Hoziers thuisland Ierland, waar het de 7e positie bereikte. In Nederland werd de plaat een kleine radiohit en bereikte het de 14e positie in de Tipparade.

## Tracklijst
Muziekdownload
1. "Eat Your Young" - 4:02